# Autotherme Reaktion
Als autotherme Reaktion wird in der industriellen Chemie eine chemische Reaktion bezeichnet, bei der eine exotherme und eine endotherme Reaktion parallel verlaufen, so dass der Gesamtprozess unabhängig von äußerer Wärmezufuhr ist. Ein wichtiges Beispiel ist die Kohlevergasung bei der Herstellung von Synthesegas, wobei glühende Kohle die Energie zur Vergasung liefert.
Der gegensätzliche Begriff in der industriellen Chemie ist die allotherme Reaktion, bei der eine Energiezufuhr notwendig ist.